# C'è qualcuno?
C'è qualcuno? è il nono libro della serie I racconti di mezzanotte di Nick Shadow, uno dei pseudonimi usati dallo scrittore inglese Allan Frewin Jones.

## Trama
È passato quasi un anno dalla misteriosa scomparsa di Luke Benton, e la sua scuola organizza una serata commemorativa per lui. Nel frattempo una sua compagna, Juliet Somerville, riceve dei messaggi: AIUTAMI e STO CONGELANDO. La ragazza non se ne avvede, convinta di avere a che fare con uno scherzo. La sera, esasperata dai genitori e dall'amica Christine, si rifugia in camera sua e gli arriva un altro Sms, NON POSSO USCIRE. Juliet, cominciando a preoccuparsi, prova a telefonare al numero, ma quest'ultimo si rivela inesistente. Decide così di chiedere aiuto a suo cugino Dave per rintracciarlo, e ha anche una specie di visione nel quale vede qualcuno rinchiuso in uno spazio augusto e molto freddo. Con il passare del tempo i messaggi si intensificano, e la ragazza decifra infine una vera e propria richiesta di aiuto. Juliet intuisce che il posto in cui la persona è rinchiusa è Market Street, un negozio chiuso da anni. Entrando in una cella frigorifera, Juliet ritrova il corpo mummificato di Luke. Subito dopo però, viene rinchiusa da Daniel e Mark, i due migliori amici di Luke. Capisce così che sono stati loro a ucciderlo, bloccandolo dentro. La ragazza pensa così di mandare un Sms di aiuto a Christine, ma scopre che il messaggio non si può inviare. Intuisce allora che anche Luke un anno prima aveva tentato di scriverle. Disperata, la ragazza lancia un urlo.